# Троен съюз (1717)
Вижте пояснителната страница за други значения на Троен съюз.
Тройният съюз от 1717 г. (на английски Triple alliance of 1717) е военен и политически съюз между Великобритания, Франция и Обединените нидерландски провинции. Той е създаден, за да спре опитите на Испания за ревизия на Утрехтския мирен договор от 1713 г. Бележи рядък момент на френско-британско сближение през ХVІІІ в. С присъединяването на Австрия през 1718 г. той прераства в Четворен съюз и води война със същото име. Просъществува до 1733 г., когато Франция го напуска.

## Испания след Утрехтския мир
В Испания от началото на ХVІІІ в. управлява новата Бурбонска династия. Крал Фелипе V е амбициран да възвърне силата на някогашната славна империя. В тежка война той успява да се утвърди на престола, но Испания изгубва европейските си владения: Нидерландия, южна Италия, Сицилия, Сардиния, Милано. Всички те са завзети от австрийците, освен Сицилия, която е отстъпена на савойския херцог. След смъртта на неговата първа съпруга, Фелипе V се жени за амбициозната Изабела Фарнезе, наследничка на херцогство Парма. Използвайки факта, че с Австрия няма сключен договор, тази амбициозна жена настоява за реванш, за да осигури на новородения си син дон Карлос някакъв престол. Италианските земи стават естествената цел на испанската агресия.
Великобритания ревниво следи развоя на събитията, защото осъзнава, че при успех испанците ще поставят въпроса за Гибралтар и Менорка, които британците са им отнели с Утрехтския договор. Тя е решена да се намеси при започването на война. Обединените провинции я подкрепят, което вече е утвърден принцип на външната им политика. Противоречия има и между Испания и Франция, произтичащи от странното развитие на Бурбонската династия. След смъртта на Луи ХІV остават само двама мъжки наследници: малкият Луи ХV и Фелипе V, който иска да управлява Франция като регент. Регент обаче става Филип д'Орлеан, племенник на починалия крал. Испанците подхождат към ситуацията с интриги и заговори за убийство.

## Създаване на съюза
Тройният съюз се създава, за да уреди недовършените дела от Войната за испанското наследство: да постигне мир между Испания и Австрия и да „размени“ Сардиния и Сицилия между Австрия и Савоя. През ноември 1716 г. се постига споразумение между Великобритания и Франция, към което на 4 януари 1717 г. се присъединяват и холандците. Това става в Хага от името на нидерландските Генерални щати, Джордж І и регента Филип д'Орлеан. Договорът предвижда: признаване от всички на статуквото, създадено от Утрехтския договор; изгонване от Франция на Джеймз Едуард, син на Джеймз ІІ и претендент за английския престол; премахване от страна на Франция на новите фортификации в Мардик, които Луи ХІV е започнал, за да заменят разрушеното пристанище на Дюнкерк; военна помощ, ако някоя от страните бъде нападната от четвърта сили или страда от вътрешно въстание.

## Войната от 1717-1720 и последиците
През лятото на 1717 г. Испания напада Сардиния и я завладява, а после и Сицилия. Испанската армия с неподозирана ефективност разбива вялата австрийска съпротива. Това води до влизането на Австрия в съюза през лятото на следващата година и в превръщането му в Четворен съюз. През декември 1718 г. останалите членове на съюза обявяват официално война на Испания и я поставят в критично положение. Неохотно Фелипе V трябва да се откаже от завоеванията си и да сключи мир с най-големия си противник - император Карл VІ. Мирният договорът в Хага от януари 1720 г. предвижда също „размяната“ на Сицилия за Сардиния. Четворният съюз така успешно се справя със задачата си, че осигурява мир за следващите 13 години - нещо, което Европа отдавна не е виждала.
Приятелството между Великобритания и Франция продължава до 1733 г., когато ситуацията коренно се е променила. Филип д'Орлеан не е вече жив и отношенията между Париж и Мадрид много са се подобрили. Двете държави се възприемат като сестри, управлявани от обща династия. Когато започва Войната за полското наследство, те подписват първия Семеен пакт, с който поставят началото на дълго сътрудничество.